# Megistophylla junghuhni
Megistophylla junghuhni är en skalbaggsart som beskrevs av Hermann Burmeister 1855. Megistophylla junghuhni ingår i släktet Megistophylla och familjen Melolonthidae. Inga underarter finns listade i Catalogue of Life.